# Burabaj (osiedle)
Burabaj (kaz. i ros.: Бурабай) – osiedle typu miejskiego w północnym Kazachstanie, w obwodzie akmolskim, w rejonie Burabaj, na Wyżynie Kokczetawskiej. W 2009 roku liczyło ok. 4 tys. mieszkańców. Uzdrowisko klimatyczne.
Miejscowość otrzymała status osiedla typu miejskiego w 1939 roku.
Znajduje tu się rzymskokatolicka kaplica parafii św. Abrahama w Szczuczyńsku.